# Treštenica Donja
Treštenica Donja je naseljeno mjesto u sastavu općine Banovići, Federacija Bosne i Hercegovine, BiH 
Nalazi si se na putu R471 koji povezuje Općinu Banovići s Općinom Lukavac.
Mjesto se prvi put spominje u djelu Sajetnama napisano krajem 17 i početkom 18 stoljeća.
Bogato je čistim zrakom i prekrasnim šumama.
Posjeduje Park prirode Srnica

## Stanovništvo
| Treštenica Donja   |              |              |              |
| godina popisa      | 1991.        | 1981.        | 1971.        |
| Muslimani          | 885 (97,79%) | 804 (95,48%) | 780 (97,62%) |
| Srbi               | 4 (0,44%)    | 7 (0,83%)    | 13 (1,62%)   |
| Hrvati             | 0            | 0            | 2 (0,25%)    |
| Jugoslaveni        | 6 (0,66%)    | 23 (2,73%)   | 2 (0,25%)    |
| ostali i nepoznato | 10 (1,10%)   | 8 (0,95%)    | 2 (0,25%)    |
| ukupno             | 905          | 842          | 799          |